# 中島志保
中島 志保（なかしま しほ、1978年8月12日 - ）は、岐阜県出身の女性スノーボード選手。2006年トリノオリンピック、スノーボードハーフパイプ元日本代表。

## 来歴
2003年には全日本選手権で2位に入り、1月から国際大会に参加した後、3月1日の札幌大会で初めて国際スキー連盟(FIS)主催のスノーボード・ワールドカップ（W杯）に参加した。その後も日本国内・海外の双方で競技生活を続け、2005年12月10日のカナダ・ウィスラー大会でW杯初優勝を飾った。年が明けて2006年にはトリノ五輪スノーボード日本代表となり、9位となった。同年はW杯で富良野大会を含めて2度3位に入り、W杯ランクでは15位となり、全日本選手権では初優勝した。
その後も競技生活を続け、2008年には9月7日のニュージーランド・カルドナ大会で3年ぶりにW杯で優勝し、2009年春までの同シーズンでは2度も2位をマークするなど、好成績を残した。その後はヨネックスの支援を受けながら世界各地を転戦。2010年には自身2度目となるオリンピックに出場し、13位となった。同年5月引退。

## 主な成績
種目はいずれもハーフパイプ。
- オリンピック
  - 9位（2006年、トリノ大会）
  - 13位（2010年、バンクーバー大会）
- FISスノーボードW杯
  - 優勝2回（2005年12月10日－カナダ・ウィスラー大会、2008年9月7日－ニュージーランド・カルドナ大会）
  - 2位2回（2008年10月31日－スイス・サスフェ大会、2009年2月20日－カナダ・ストウンヘム大会）
  - 3位3回（2006年1月9日－オーストリア・クライシュベルク大会、2006年3月18日－日本・富良野大会、2007年2月18日－日本・富良野大会）
- 世界選手権
  - 4位1回（2007年）
- 全日本選手権
  - 優勝1回（2006年）
  - 2位3回（2003年、2004年、2008年）